# زمن البرغوت (مسلسل)
زمن البرغوت، مسلسل سوري درامي من جزئين من بطولة أيمن زيدان، رشيد عساف وغيرهم وهو من إخراج أحمد إبراهيم الأحمد. عرض الجزء الثاني في رمضان 2013 مع غياب العديد من الممثلين.

## قصة العمل
مسلسل بيئة شامية يتناول العمل مرحلة من تاريخ المجتمع السوري فيما بين 1915 إلى 1926 وهي وقت خروج العثمانيين من دمشق والاحتلال الفرنسي لسوريا ويعرض أحوال المجتمع السوري حينها إلى قيام الثورة السورية الكبرى، وقصه أهالي حارة العياش الذين يحبون ركوب الخيل والفروسية.

## شخصيات المسلسل
1. أيمن زيدان سليم صبري بدور أبو وضاح وهو مختار حارة عياش
2. سلوم حداد بدور أبو نجيب، وهو رجل بخيل جدا
3. رشيد عساف بدور العقيد أبو أدهم، وهو عقيد حارة عياش
4. صباح الجزائري ضحى الدبس بدور أم وضاح، وهي زوجة أبو وضاح وأخت أبو عبدو وأبو صفوان
5. فاديا خطاب بدور أم شاهر، وهي والدة شاهر
6. قيس الشيخ نجيب سعد مينه بدور شاهر، وهو ابن عم العقيد أبو أدهم
7. مهيار خضور بدور وضاح، وهو ابن المختار أبو وضاح
8. علاء الزعبي بدور تحسين، وهو شاب ثرثري واطي وشرير وقاتل
9. محمد حداقي رامز الأسود بدور صفوان، وهو ابن أبو صفوان
10. صفاء سلطان هبة نور بدور عفاف، وهي زوجة العقيد أبو أدهم
11. أمل بوشوشة قمر خلف بدور رويدا، بنت أبو عبدو
12. عبد الهادي الصباغ جهاد سعد بدور أبو صفوان، وهو حكيم الحارة وأخو أم وضاح وأبو عبدو
13. أمانة والي بدور أم صفوان، وهي زوجة أبو صفوان إمرأة شريرة وعدوة لأم وضاح
14. عبد الفتاح المزين بدور أبو عبدو، وهو أخو أبو صفوان وأم وضاح وأم لطفي وهو شيخ كار النويلاتية
15. فايز قزق بدور أبو خيرو (هاشم أفندي)، وهو رجل يعمل في السريا
16. مرح جبر بدور الداية ديبة داية الحارة
17. حسام تحسين بك بدور أبو لطفي، وهو بياع القماش وعديل المختار أبو وضاح
18. سليم كلاس بدور أبو زهدي، وهو صاحب القهوة
19. سحر فوزي ناهد الحلبي بدور أم عبدو، وهي زوجة أبو عبدو
20. جمال العلي بدور أبو جدعان، وهو نائب رئيس المخفر وهو رجل طيب
21. جمال منير بدور رشدي، ابن أبو عبدو الأصغر
22. ليليا الأطرش نجلاء الخمري بدور وفيقة، بنت أبو صفوان وزوجة عبدو
23. يامن حجلي بدور عبدو، وهو ابن أبو عبدو وزوج وفيقة
24. عدنان أبو الشامات بدور أبو فخري، وهو قصاب الحارة
25. أحمد رافع بدور العقيد أبو قاعود، وهو عقيد حارة الكوم
26. رضوان عقيلي فايق عرقسوسي بدور أبو دياب، وهو أخو أبو قاعود وعفاف وجابر وجواد
27. معن عبد الحق بدور نصري، وهو شاب جبان وقصير ويلقب بأبو صياح
28. أمية ملص بدور أم خيرو، وهي زوجة أبو خيرو
29. هيثم جبر بدور أبو صلاح، وهو صاحب أحد محلات الحارة
30. أندريه سكاف بدور الشيخ جوهر، وهو ساحر ومشعوذ وفتان
31. شادي زيدان علاء قاسم بدور جابر، وهو أخو عفاف
32. نزار أبو حجر بدور أبو حميد الباباتي، وهو أحد رجال الضيعة وهو بخيل
33. طارق صباغ علاء ديار بكر لي بدور خيرو، ابن أبو خيرو وزوج سميحة
34. طلحت حمدي بدور سالم بيك، أحد البكوات الكبار في الشام
35. لينا كرم بدور أم قاعود، زوجة أبو قاعود
36. غادة بشور بدور أم دياب، زوجة أبو دياب وأخت أم قاعود
37. مي مرهج بدور زكية، ابنة أبو صفوان
38. لوريس قزق بدور سلمى، بنت أخو سالم بيك
39. إسماعيل مداح بدور جواد، وهو أخو عفاف وأبو دياب وجواد وأبو قاعود
40. ميرنا عبد الحيبدور صباح، ابنة أبو أدهم وعفاف الكبرى
41. طلال مارديني بدور صياح، وهو شاب أزعر من حارة البحرة وهو صديق دحام وتحسين
42. وائل زيدان بدور أبو حدو، وهو زوج شهيرة أخت شاهر
43. أريج خضور بدور عليا، وهي بنت أبو عبدو الوسطى
44. شادي مقرش أبو محمد السكافي
45. مريم علي بديعة أم محمد
46. نورهان قصبلي زهرية بنت أبو محمد الكبرى
47. صفوح الميماس بدور أبو علوش، وهو رجل لص وهو رفيق تحسين وأبو صخر
48. عصام عبه جي بدور بياع الصوف والقماش
49. أكرم الحلبي بدور دحام، وهو شاب أزعر من حارة البحرة وهو رفيق تحسين وصياح
50. وفاء العبد الله بدور أم نجيب، زوجة أبو نجيب
51. فاتح سلمان بدور عمر، أخ العقيد ابو فهد